# Claude Nicollier
Claude Nicollier, född 2 september 1944 i Vevey, Schweiz, pilot och ESA astronaut.
Asteroiden 14826 Nicollier är uppkallad efter honom.

## Rymdfärder
- Atlantis - STS-46
- Endeavour - STS-61
- Columbia - STS-75
- Discovery - STS-103